# À la recherche du droit
Pour plus de détails, voir Fiche technique et Distribution.
À la recherche du droit est un moyen métrage français réalisé par Virgile Bayle et Jason Roffé, diffusé pour la première fois le 22 juillet 2012 sur France 3.

## Synopsis
Inspiré de l'oeuvre de Bertolt Brecht, Grand-peur et misère du IIIe Reich, ce moyen métrage en noir et blanc relate l'inévitable montée du nazisme dans toutes les couches de la société allemande au cours des années trente. Le juge Goll fait face à l'arithmétique nazie…

## Fiche technique
- Titre : À la recherche du droit
- Réalisation : Jason Roffé, Virgile Bayle
- Scénario : Sarah Prim
- Photographie : Hervé Maury
- Montage : Alexis Viola
- Décors : Eric Piérard
- Production : Christophe Leprieur
- Sociétés de production : Les Films des 3 Marches, France Télévisions
- Société de distribution : France 3 (télévision)
- Pays d'origine :  France
- Langue : français
- Genre : drame
- Durée : 40 minutes
- Format : 16:9 HD
- Couleur : noir et blanc
- Son : Stéréo
- Date de diffusion : 22 juillet 2013 ( France)

## Distribution[5]
- Alexandre Fabre : Spitz
- Serge Dupire : Fey
- Cécilia Hornus : Marie
- Jean-François Malet : Tallinger
- Thibaud Vaneck : Le greffier
- Virgile Bayle : Juge Goll